# Barmherziges Herze der ewigen Liebe, BWV 185
Barmherziges Herze der ewigen Liebe, BWV 185 (Cor misericordiós de l'amor etern), és una cantata religiosa de Johann Sebastian Bach per al quart diumenge després de la Trinitat, estrenada a Weimar el 14 de juliol de 1715.

## Origen i context
Text de Salomo Franck – secretari major i poeta oficial de la cort de Weimar – aparegut a Evangelisches Andachts-opffer publicat l'any 1715, que inclou una cita quasi literal de Lluc (6, 41) en el quart número, referida a la capacitat de veure la brossa a l'ull d'un altre i no adonar-se de la biga que hi ha en el propi, i clou amb l'estrofa inicial de l'himne Ich ruf zu dir, Herr Jesu Christ de Johann Agricola (ca. 1530). El llibret està molt relacionat amb la l'evangeli del dia, en concret el passatge del Sermó de la muntanya (Lluc 6, 36-42), i en particular al versicle (6, 38) “Tal com mesureu sereu mesurats”. Fou interpretada de nou a Leipzig el 20 de juny de 1723, i possiblement una altra vegada l'any 1746 o 1747; amb una tonalitat diferent, fa sostingut menor en lloc de sol menor. Per a aquest diumenge es conserven, a més, les cantates BWV 24 i la BWV 177.

## Anàlisi
[Obra escrita a soprano, contralt, tenor, baix i cor; oboè, corda i baix continu amb fagot. Consta de sis números, el cor només participa en el coral final
1. Ària (duet de soprano i tenor): Barmherziges Herze der ewigen Liebe (Cor misericordiós de l'amor etern)
2. Recitatiu (contralt): Ihr Herzen, die ihr euch (Vosaltres, Oh cors)
3. Ària (contralt): Sei bemüht in dieser Zeit (Ànima, afanyat al present)
4. Recitatiu (baix): Die Eigenliebe schmeichelt sich! (L'amor propi, ell mateix, fa el tifa!)
5. Ària (baix): Das ist der Christen Kunst (Així és com cal ser un Cristià!)
6. Coral: Ich ruf zu dir, Herr Jesu Christ (Senyor Jesucrist, sies clement)

El primer número és un duet de soprano i tenor amb l'oboè, substituït per la trompeta en la versió de Leipzig, que entona el tema del coral mentre les dues veus imiten el tema proposat pel continu. En el recitatiu de contralt del segon número, la veu acompanyada per la corda s'entreté sobre Zerfliesst (ablaniu-vos) i Barmherzigkeit (compassió), al final es converteix en arioso amb l'únic acompanyament del continu. A l'ària de contralt del número següent, de gran virtuosisme, la veu amb tota la corda dona un protagonisme destacat a l'oboè doblat pel primer violí, fet que comporta la presència del fagot en el continu. A continuació un recitatiu de baix sense res a destacar i una ària, també de baix, amb l'acompanyament únic del continu en la versió de Weimar, mentre que en la de Leipzig es fa intervenir les cordes per doblar-lo. En el coral final es canta la melodia que l'oboè entona en el primer número, amb una harmonització a cappella amb l'afegitó del violí. Té una durada aproximada d'un quart d'hora.

## Discografia seleccionada
- J.S. Bach: Das Kantatenwerk. Sacred Cantatas Vol. 10. Nikolaus Harnoncourt, Concentus Musicus Wien, Tölzer Knabenchor (Gerhard Schmidt-Gaden, director), Helmut Wittek (solista del cor), Paul Esswood, Kurt Equiluz, Thomas Hampson. (Teldec), 1994.
- J.S. Bach: The complete live recordings from the Bach Cantata Pilgrimage. CD 30: Tewkesbury Abbey; 16 de juliol de 2000. John Eliot Gardiner, English Baroque Soloists, Monteverdi Choir, Joanne Lunn, William Towers, Kobie Rensburg, Peter Harwey. (Soli Deo Gloria), 2013.
- J.S. Bach: Complete Cantatas Vol. 1. Ton Koopman, Amsterdam Baroque Orchestra & Choir, Barbara Schlick, Kai Wessel, Guy de Mey, Klaus Mertens. (Challenge Classics), 2004.
- J.S. Bach: Cantatas Vol. 4. Masaaki Suzuki, Bach Collegium Japan, Midori Suzuki, Akira Tachikawa, Makoto Sakurada, Stephan Schreckenberger. (BIS), 1996.
- J.S. Bach: Church Cantatas Vol. 56. Helmuth Rilling, Bach-Collegium Stuttgart, Gächinger Kantorei Stuttgart, Arleen Augér, Hildegard Laurich, Aldo Baldin, Philippe Huttenlocher. (Hänssler), 1999.